# 稲田定雄
稲田 定雄（いなだ さだお、1909年7月1日 - 1993年12月17日）は、日本のロシア文学者、歌人、作家。

## 生涯
福岡県八幡市（現北九州市）生まれ。1934年大阪外国語学校ロシア語科卒。日本ロシア文学会理事。国鉄門司鉄道局勤務、実業之世界社および日露通信社の記者、陸軍航空通信学校教官などの経歴を有する。
交通新聞に私小説的な作品である『或る女の横顔』を連載。姉妹編として短編集『妻の体温』がある。また「創作」（若山牧水が創始者）に参加した歌人でもあり、昭和万葉集に作品が収められている。

## 著作

### 小説
- 『妻の体温』（雁書館） 1981.12
- 『或る女の横顔』（雁書館） 1981.12

### 歌集
- 『自然発火』（金山堂書店） 1958.7
- 『危ふき均衡』（短歌新聞社） 1975.5

## 翻訳
- 『鉄はいかに鍛へられるか』（ニコラーイ・オストローフスキイ、共訳、文学案内社） 1936
- 『嵐に生れ出づるもの』（オストロフスキイ、第一書房） 1938
- 『コッホの生涯 フィルヒョウ伝をかねて』（N・A・セマシコ、東邦社） 1943
- 『レールモントフ抒情詩集』（創元文庫） 1952
- 『愛について』（ガリーナ・ニコラーエヴァ、現代社、現代新書） 1956
- 『抒情詩』（レールモントフ、 筑摩書房、世界文学大系26） 1962
- 『イヴァーン・デニーソヴィチの一日』（ソルジェニーツィン、角川文庫） 1968
- 『プーシキン 抒情詩』（平凡社、世界名詩集23） 1968
- 『サルタン王ものがたり』（プーシキン、角川文庫） 1969
- 『父と子』（ツルゲーネフ、潮文庫） 1971
- 『長崎の雨』（イリヤー・エレンブールク、勁草書房） 1971
- 『パステルナーク詩集』（角川書店、世界の詩集） 1972
- 『マヤコフスキー詩集』（角川書店、世界の詩集） 1973
- 『せむしの小馬』（エルショーフ、角川書店） 1978.3

## 参考
- 『長崎の雨』訳者紹介文
- 『妻の体温』星加輝光「稲田氏の小説のことなど」